# Muk „Na kocourku“
Muk „Na kocourku“ je památný strom v katastru obce Kyšice, která se nalézá zhruba 6 km na jih od okresního města Kladna. Jeřáb muk (Sorbus aria) roste solitérně v poli asi 900 metrů jjv. od Kyšic a 1¼ km západně od města Unhoště. Toto přibližně 40hektarové, nevýrazně zvlněné pole je z jihu ohraničeno silnicí II/201 Unhošť – Horní Bezděkov, ze západu silnicí II/118 Kladno – Beroun, ze severu je pak vymezuje drobná vodoteč Kyšického potoka, na niž po východní straně navazuje mírně se zahlubující niva potoka Černého (přítoku Loděnice-Kačáku). Památný strom se nalézá několik desítek metrů od východního okraje pole v nadmořské výšce 377 metrů, na povlovném jihovýchodním sklonu, přehlížejícím z pravé strany úval Černého potoka. Lokalita nese pomístní název Na kocourku.
Muk požívá ochrany od roku 1985, kdy byl vyhlášen coby chráněný přírodní výtvor podle zákona 40/1956 Sb. S novým zákonem o ochraně přírody a krajiny 114/1992 Sb. později automaticky přešel do kategorie památný strom. Měřený obvod jeho kmene dosahuje 257 centimetrů, výška stromu 11 metrů (v čase vyhlášení činily tyto rozměry 220 cm, respektive 9,5 m). V roce 2012 nesl strom známky nedávné údržby (zaříznutí několika drobnějších větví). Tabule „Památný strom“ s malým státním znakem se na místě nenachází.
Do blízkosti stromu nevedou žádné cesty; přístup je tak prakticky možný pouze pěšky a s ohledem na aktuální sezonní stav povrchu pole a případné kultury.

## Fotogalerie

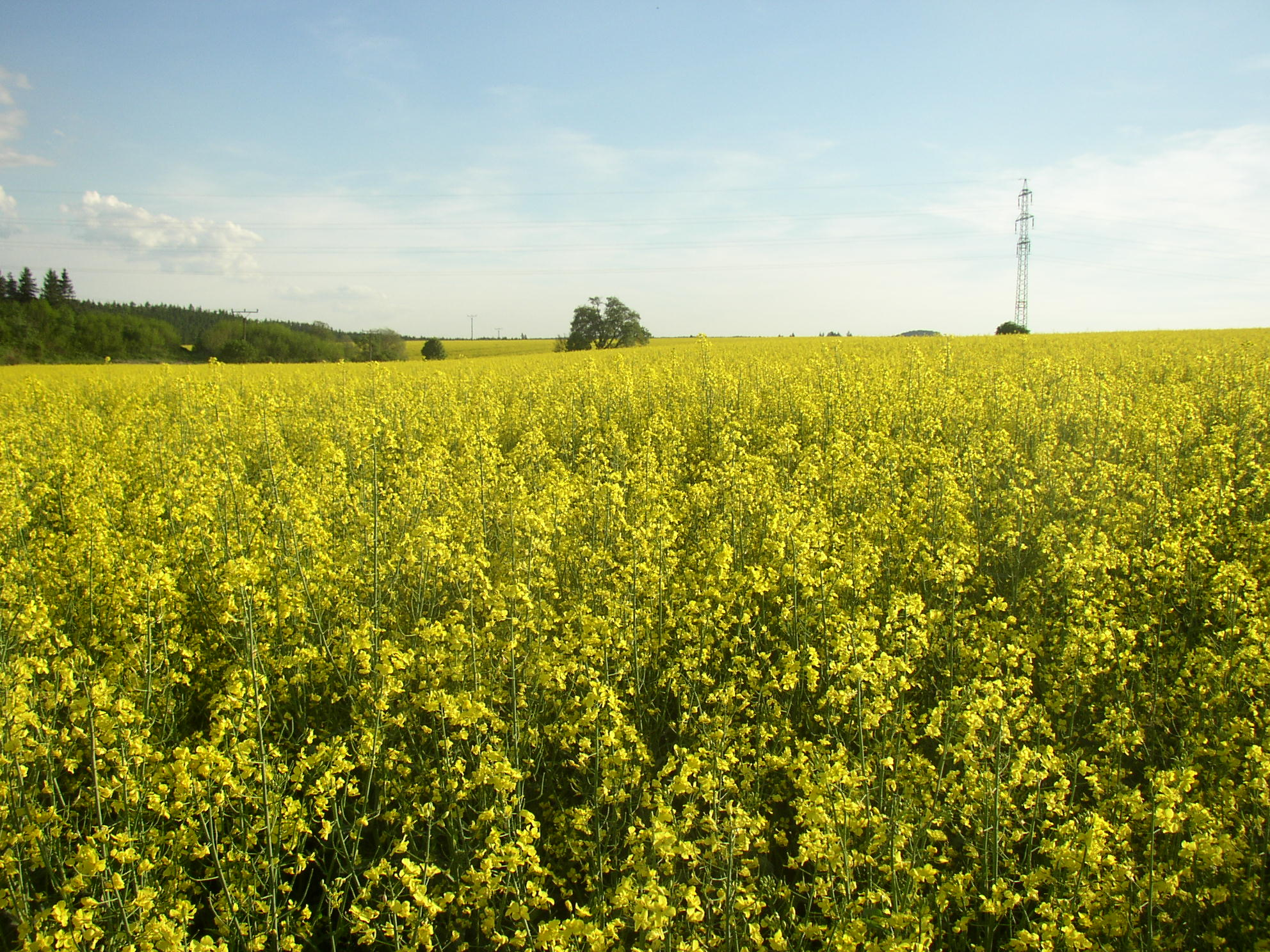
Pohled zdálky od severu
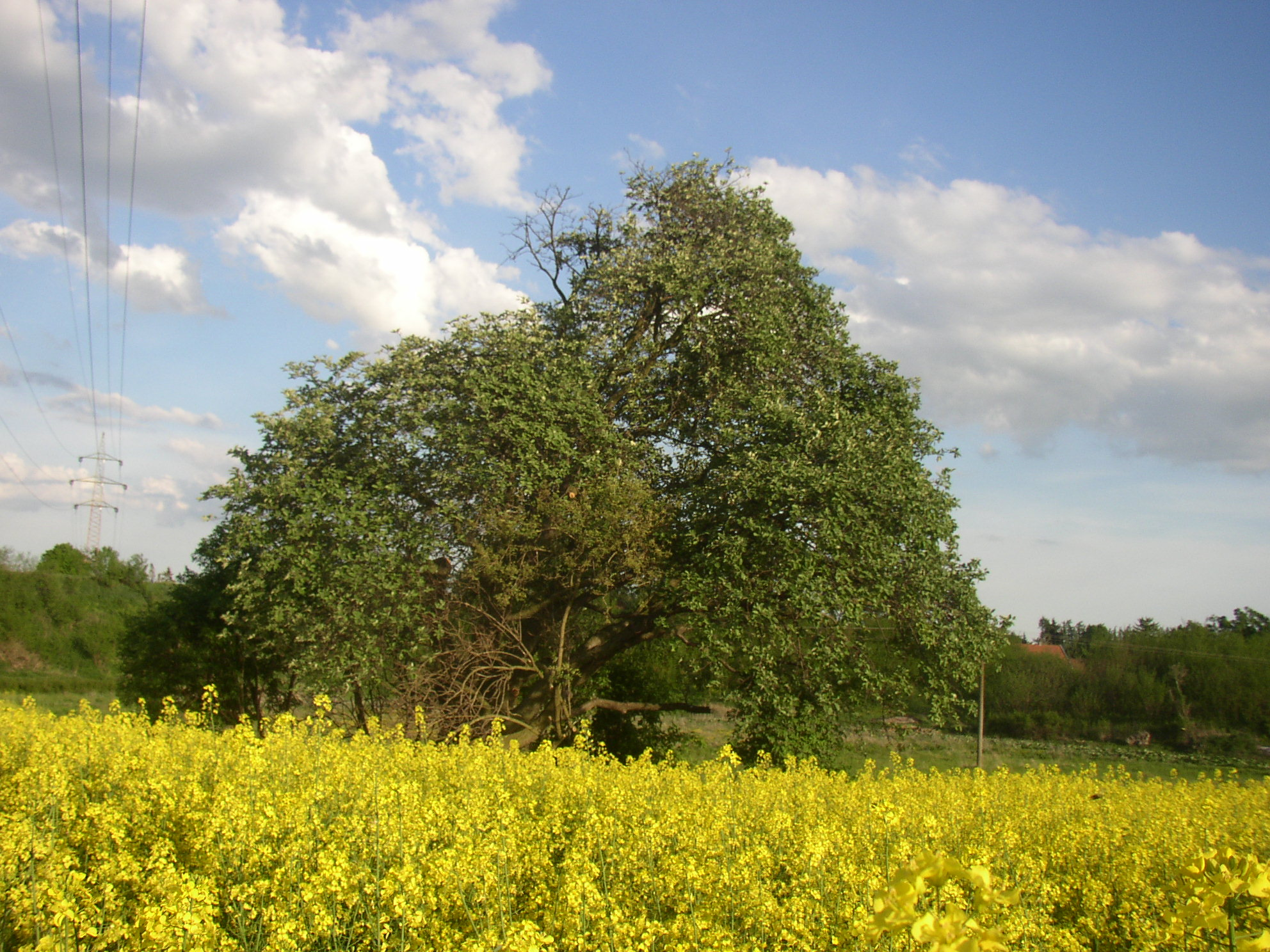
Celkový pohled od západu
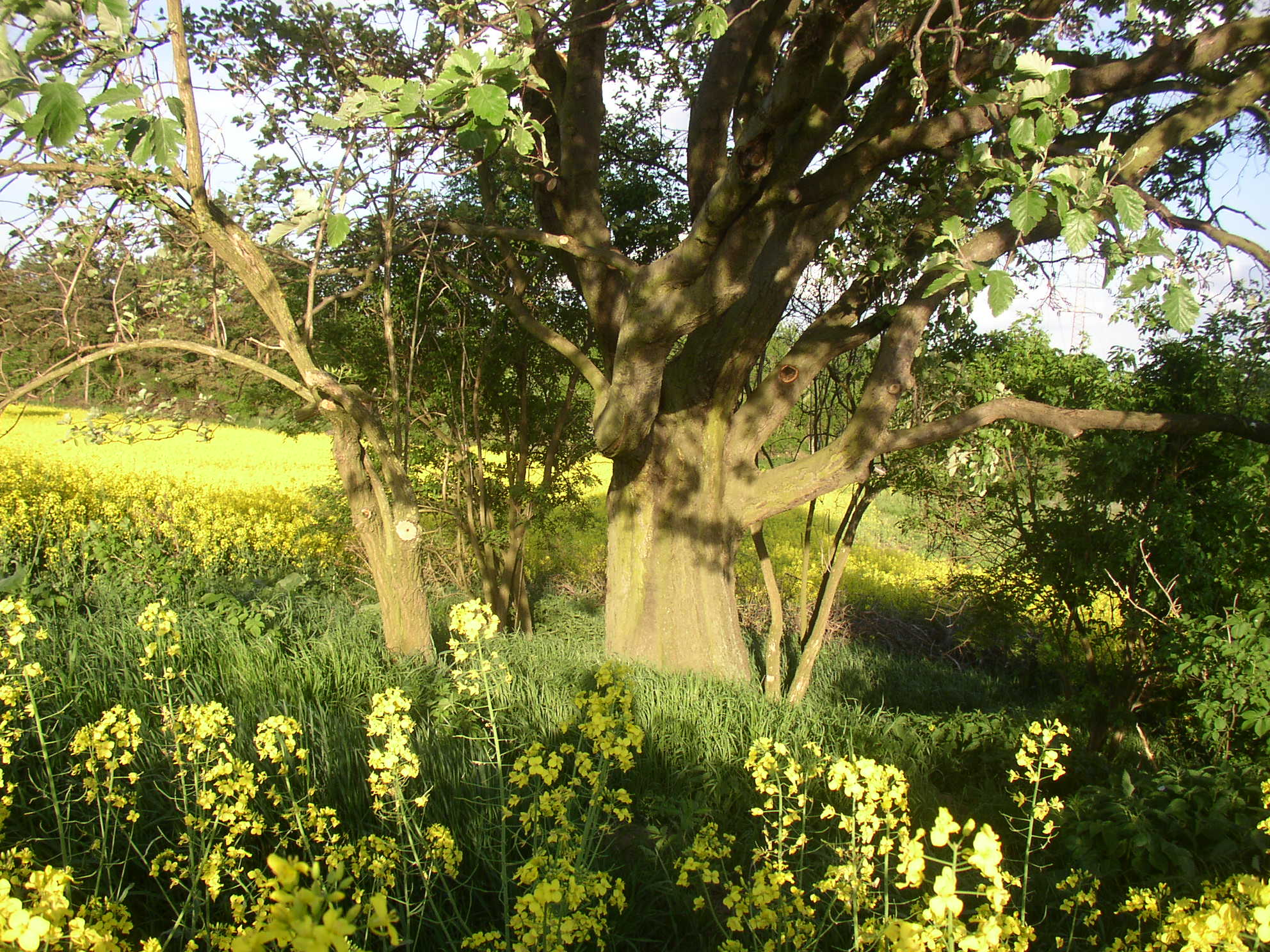
Jeřáb coby deštník nad ostrůvkem v poli
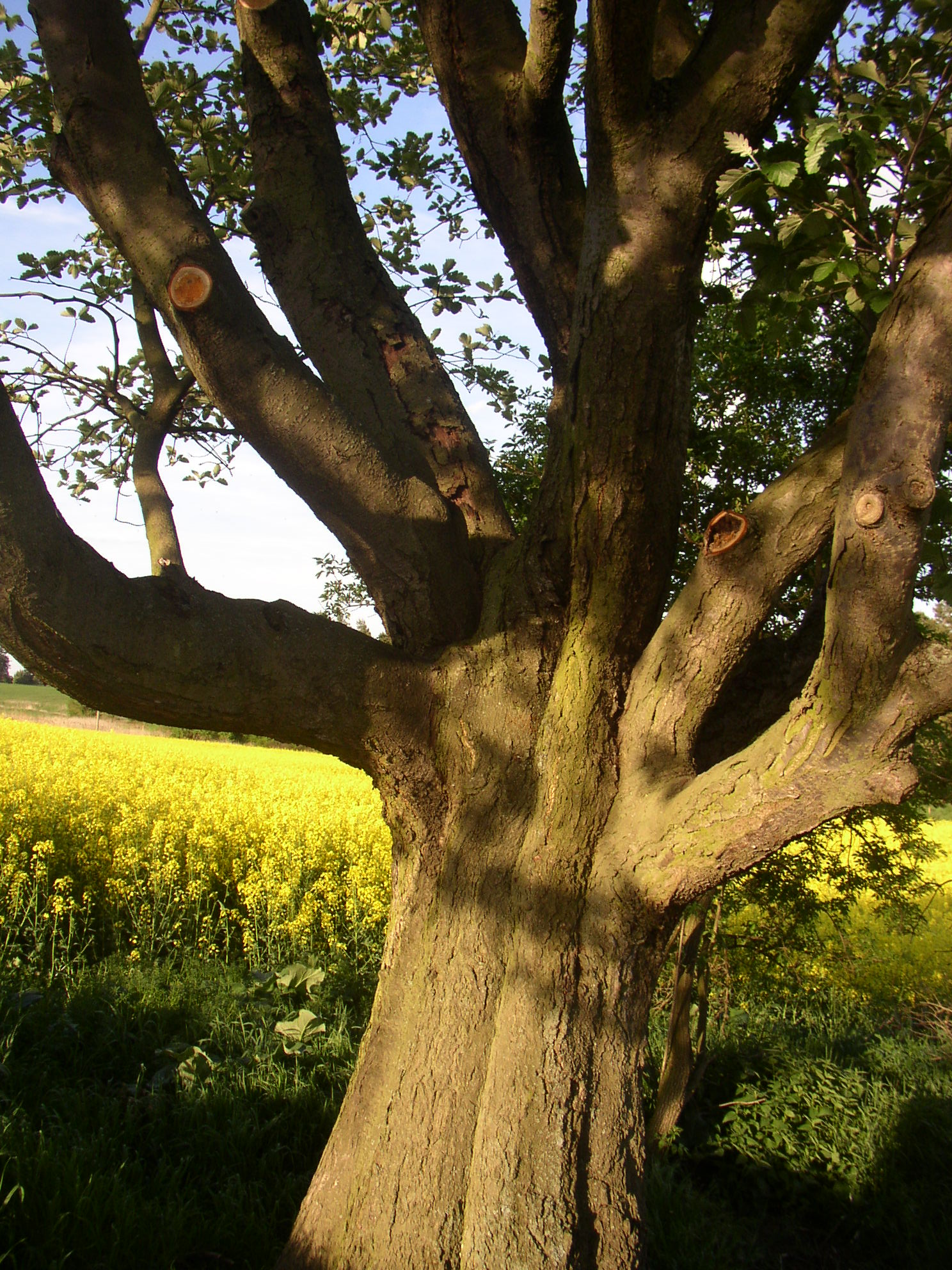
Kmen zblízka
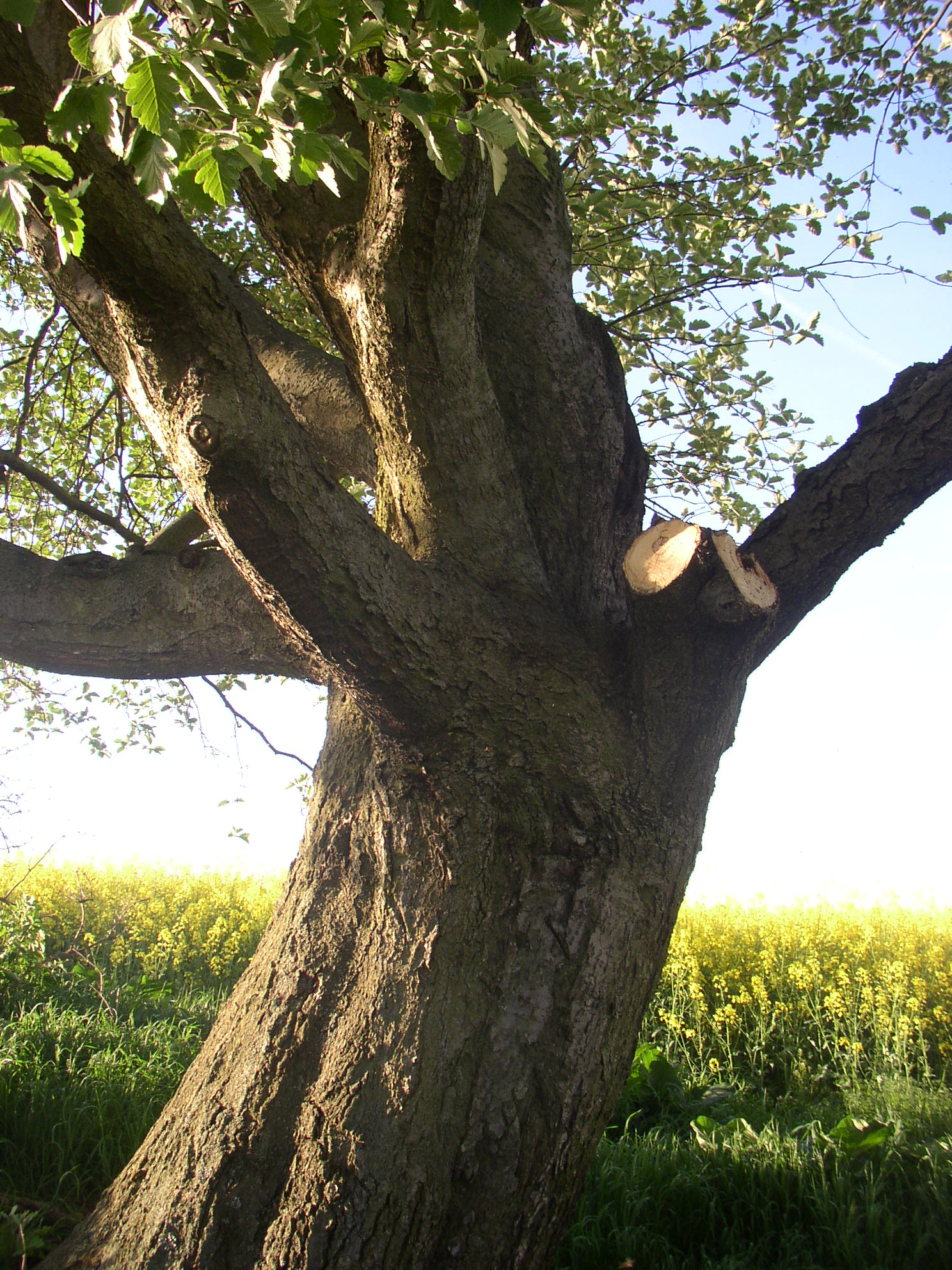
Kmen zblízka; patrný nedávný řez po jedné z kosterních větví (2012)
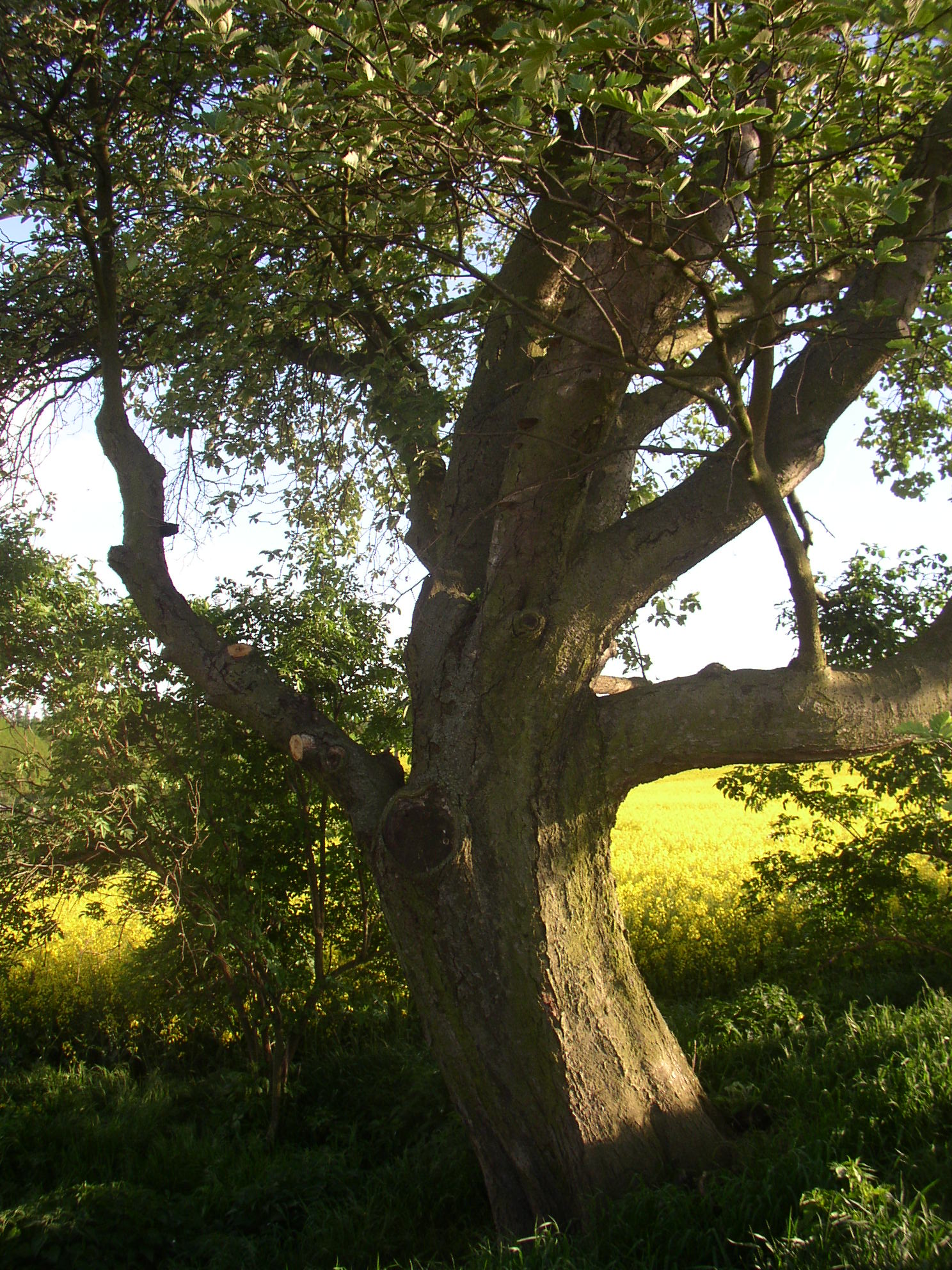
Kmen zblízka
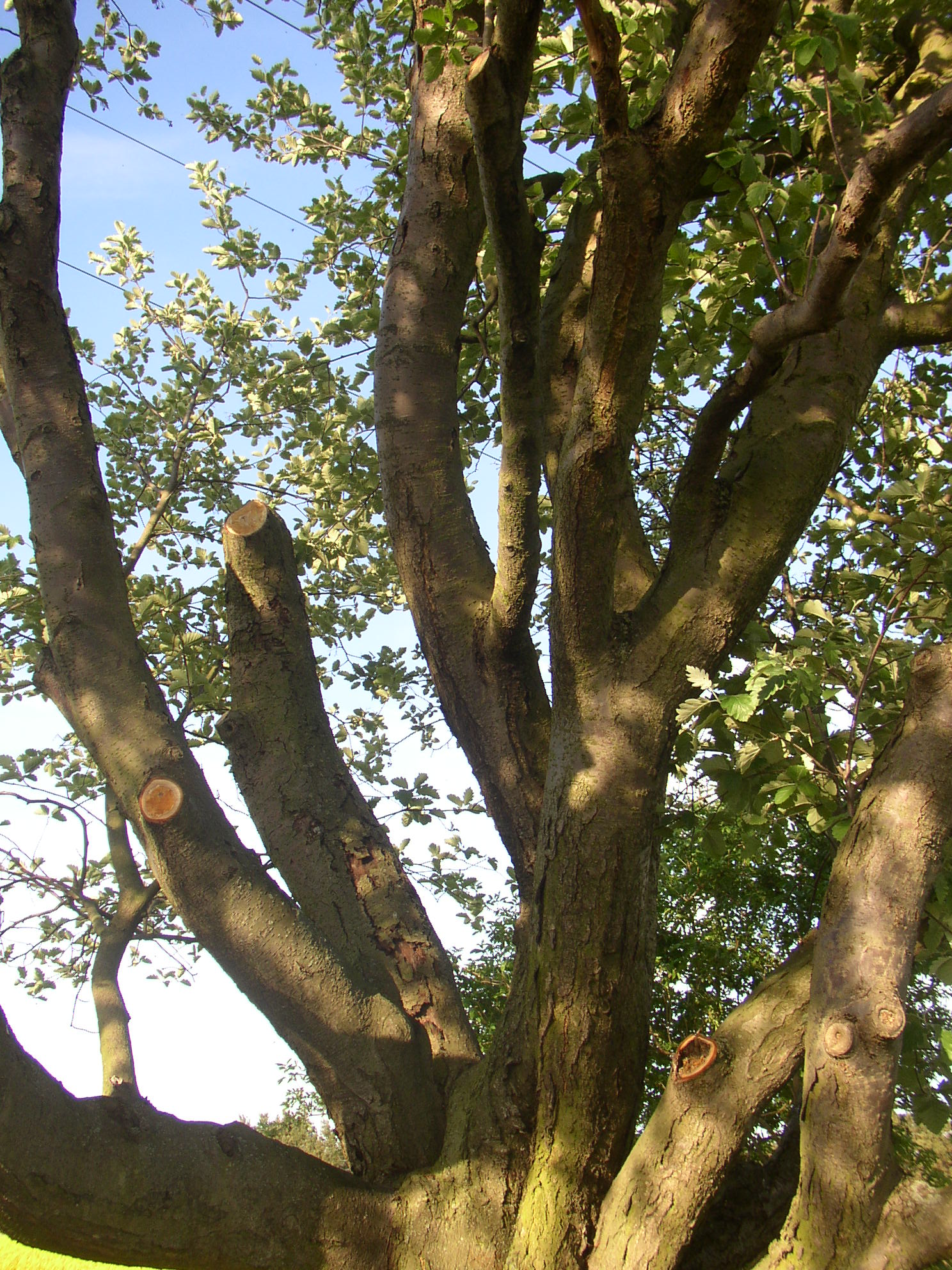
Větvení koruny; i zde vidno stopy průklestu
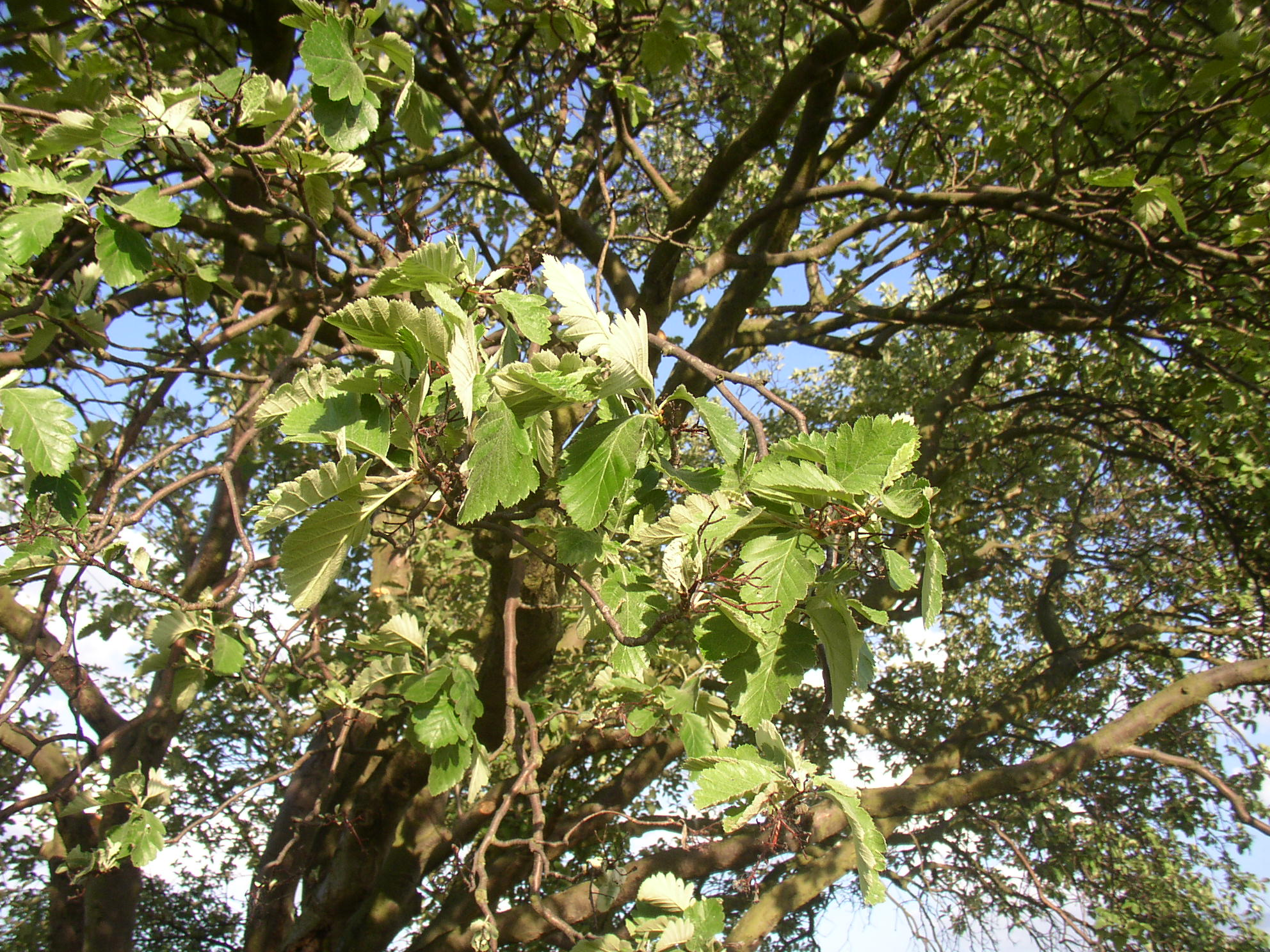
Detail jedné z větévek

## Památné a významné stromy vokolí
- Dub u svárovské hájovny (3,5 km j.)
- Dub u Valdeka (2,6 km zsz.)
- Dub u Velké Dobré (5,3 km sz.)
- Duby v Dolanech (4,3 km sv.)
- Javory v Kyšicích (0,8 km sz.)
- Jinan v Červeném Újezdě (4,2 km vjv.)
- Hamouzův dub (5,1 km z.)
- Holečkův dub (5,7 km jv.)
- Lípa v Hájku (5,8 km v.)
- Lípa v Kyšicích (1,1 km ssz.)
- Lípa ve Pticích (5,9 km jv.)
- Svárovská lípa (4,3 km jjv.)